# Isabel Borrego Cortés
Isabel Borrego Cortés (Palma, 11 de maig de 1968) és una política balear, diputada al Congrés dels Diputats en la X Legislatura.

## Biografia
És llicenciada en Dret per la Universitat de les Illes Balears. Té un màster en Dret de la Construcció i del Sector Immobiliari i tècnic Superior en excedència en l'Institut Balear de l'Habitatge.
De setembre de 2005 fins a juliol de 2007 fou Directora General d'Arquitectura i Habitatge del Govern de les Illes Balears i Vicepresidenta del Consell d'Administració de l'Institut Balear de l'Habitatge. De desembre de 2007 fins a juny de 2011 fou assessora en matèria d'urbanisme del gabinet de la Consellera de Medi ambient, Habitatge i Ordenació del Territori de la Comunitat de Madrid. De juny de 2011 a novembre de 2011 fou regidora d'Urbanisme i Habitatge de l'Ajuntament de Pozuelo de Alarcón.
A les eleccions generals espanyoles de 2011 fou escollida diputada per les Illes Balears dins les files del Partido Popular. El gener de 2012 fou nomenada secretària d'estat de Turisme i renuncià al seu escó.
L'agost de 2012 es va casar amb Vicente Antonio Martínez-Pujalte López.